# Чжэнькан
Чжэнька́н (кит. упр. 镇康, пиньинь Zhènkāng) — уезд городского округа Линьцан провинции Юньнань (КНР).

## История
Долгое время эти земли администрировались в рамках традиционных племенных структур, и лишь в самом конце существования империи Цин, в 1910 году, здесь была создана Юнканская область (永康州). После Синьхайской революции в Китае была проведена реформа структуры административного деления, в ходе которой области были упразднены, и Юнканская область была преобразована в уезд Чжэнькан.
После вхождения провинции Юньнань в состав КНР в 1950 году был образован Специальный район Баошань (保山专区), и уезд вошёл в его состав. В 1952 году уезд был передан в состав нового Специального района Мяньнин (缅宁专区).
Постановлением Госсовета КНР от 30 июня 1954 года Специальный район Мяньнин был переименован в Специальный район Линьцан (临沧专区).
В 1963 году из уезда Чжэнькан был выделен уезд Юндэ.
В 1970 году Специальный район Линьцан был переименован в Округ Линьцан (临沧地区).
В 2003 году округ Линьцан был преобразован в городской округ.

## Административное деление
Уезд делится на 3 посёлка, 3 волости и 1 национальную волость.

## Экономика
Чжэнькан является крупным центром выращивания макадамии и переработки её орехов (из них делают лепёшки, печенье, десерты и конфеты).